# جوناثان هيرنانديز
جوناثان هيرنانديز (بالإنجليزية: Jonathan Hernandez)‏ هو لاعب كرة قدم أمريكي، ولد في 29 أبريل 1997 في باسادينا في الولايات المتحدة. لعب مع لوس انجلوس غالاكسي 2.

## وصلات خارجية
- جوناثان هيرنانديز على موقع قاعدة بيانات كرة القدم.إي يو (الإنجليزية)
- جوناثان هيرنانديز على موقع Soccerway.com (الإنجليزية)